# 油天神山

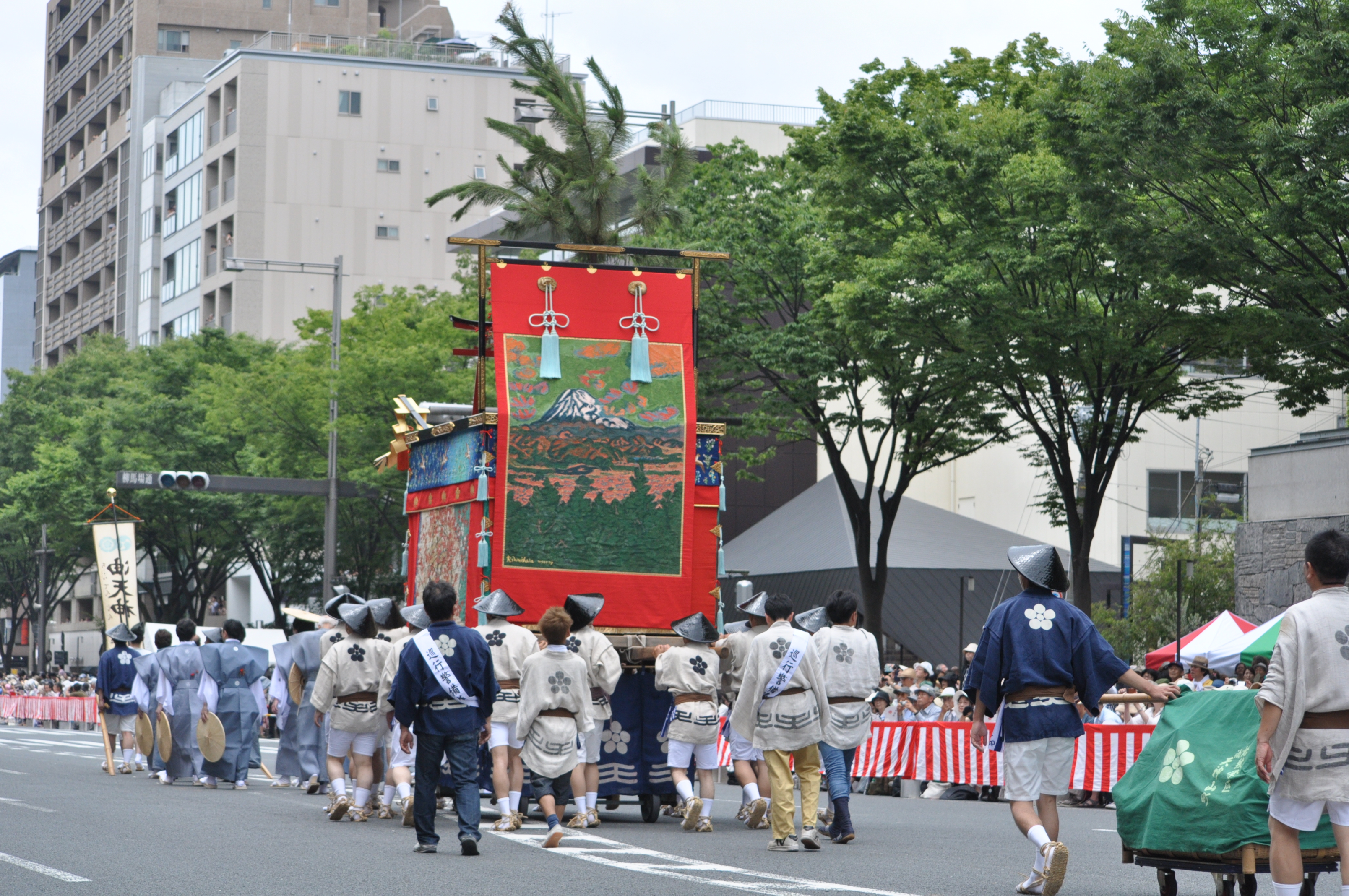
油天神山（2017年7月17日撮影）

油天神山（あぶらてんじんやま）は祇園祭先祭の山の一つ。下京区油小路通綾小路下ル風早町に位置する。

## 概要
油天神山の名称は位置する場所に由来し、町内に祀られている天神を勧請して山にしたものである。